# شافتير (كاليفورنيا)
شافتير (بالإنجليزية: Shafter)‏ هي إحدى مدن مقاطعة كيرن، كاليفورنيا. تم إعطاءها لقب مدينة في 20 يناير، 1938.

## التركيبة السكانية
حدّد مكتب تعداد الولايات المتحدة بيانات التركيبة السكانية لشافتير في تعداد الولايات المتحدة. في ما يلي، التركيبة السكانية حسب تعدادي 2000 و2010.

### تعداد عام 2000
بلغ عدد سكان شافتير 12,736 نسمة بحسب تعداد عام 2000، وبلغ عدد الأسر 3,293 أسرة وعدد العائلات 2,760 عائلة مقيمة في المدينة. في حين سجلت الكثافة السكانية 127 نسمة لكل كيلومتر مربع (328.9/ميل2). وبلغ عدد الوحدات السكنية 3,624 وحدة بمتوسط كثافة قدره 36.1 لكل كيلومتر مربع (93.5/ميل2).
وتوزع التركيب العرقي للمدينة بنسبة 44.52% من البيض و1.60% من الأمريكيين الأفارقة و1.25% من الأمريكيين الأصليين و0.31% من الأمريكيين ذوي الأصول الآسيوية و0.14% من سكان جزر المحيط الهادئ و48.36% من الأعراق الأخرى و3.82% من عرقين مختلطين أو أكثر و68.05% من الهسبانيون أو اللاتينيون من أي عرق.
بلغ عدد الأسر 3,293 أسرة كانت نسبة 58.3% منها لديها أطفال تحت سن الثامنة عشر تعيش معهم، وبلغت نسبة الأزواج القاطنين مع بعضهم البعض 61.7% من أصل المجموع الكلي للأسر، ونسبة 15.3% من الأسر كان لديها معيلات من الإناث دون وجود شريك، بينما كانت نسبة 6.7% من الأسر لديها معيلون من الذكور دون وجود شريكة وكانت نسبة 16.2% من غير العائلات. تألفت نسبة 13.3% من أصل جميع الأسر من عدة أفراد يعيشون في نفس المنزل ونسبة 7.4% كانت تتألف من شخص يعيش بمفرده يبلغ من العمر 65 عاماً أو أكثر. وبلغ متوسط حجم الأسرة المعيشية 3.67، أما متوسط حجم العائلات فبلغ 3.98.
بلغ العمر الوسطي للسكان 26.1 عاماً. وكانت نسبة 36.4% من القاطنين تحت سن الثامنة عشر، وكانت نسبة 10.9% بين الثامنة عشر والرابعة والعشرين عاماً، ونسبة 25.8% كانت واقعةً في الفئة العمرية ما بين الخامسة والعشرين والرابعة والأربعين عاماً، ونسبة 14.5% كانت ما بين الخامسة والأربعين والرابعة والستين، ونسبة 7.3% كانت ضمن فئة الخامسة والستين عاماً فما فوق. يوجد لكل 100 أنثى 97.4 ذكر، ويوجد لكل 100 أنثى في الثامنة عشر من عمرها فما فوق 95.3 ذكر.
بلغ متوسط دخل الأسرة في المدينة 29,515 دولارًا، أما متوسط دخل العائلة فبلغ 31,457 دولارًا. وكان متوسط دخل الذكور 31,605 دولارًا مقابل 21,603 دولارًا للإناث. وسجل دخل الفرد الخاص بالمدينة 10,961 دولارًا. وكانت نسبة 22.5% من العائلات ونسبة 29.2% من السكان تحت خط الفقر، وكان من هؤلاء نسبة 37.2% تحت سن الثامنة عشر ونسبة 11% في الخامسة والستين من العمر وما فوق.

### تعداد عام 2010
بلغ عدد سكان شافتير 16,988 نسمة بحسب تعداد عام 2010، وبلغ عدد الأسر 4,230 أسرة وعدد العائلات 3,647 عائلة مقيمة في المدينة. في حين سجلت الكثافة السكانية 169.4 نسمة لكل كيلومتر مربع (438.7/ميل2). وبلغ عدد الوحدات السكنية 4,521 وحدة بمتوسط كثافة قدره 45.1 لكل كيلومتر مربع (116.8/ميل2).
وتوزع التركيب العرقي للمدينة بنسبة 47.98% من البيض و1.29% من الأمريكيين الأفارقة و1.17% من الأمريكيين الأصليين و0.65% من الأمريكيين ذوي الأصول الآسيوية و0.11% من سكان جزر المحيط الهادئ و45% من الأعراق الأخرى و3.80% من عرقين مختلطين أو أكثر و80.26% من الهسبانيون أو اللاتينيون من أي عرق.
بلغ عدد الأسر 4,230 أسرة كانت نسبة 61.1% منها لديها أطفال تحت سن الثامنة عشر تعيش معهم، وبلغت نسبة الأزواج القاطنين مع بعضهم البعض 60.6% من أصل المجموع الكلي للأسر، ونسبة 17% من الأسر كان لديها معيلات من الإناث دون وجود شريك، بينما كانت نسبة 8.6% من الأسر لديها معيلون من الذكور دون وجود شريكة وكانت نسبة 13.8% من غير العائلات. تألفت نسبة 10.5% من أصل جميع الأسر من عدة أفراد يعيشون في نفس المنزل ونسبة 4.8% كانت تتألف من شخص يعيش بمفرده يبلغ من العمر 65 عاماً أو أكثر. وبلغ متوسط حجم الأسرة المعيشية 3.86، أما متوسط حجم العائلات فبلغ 4.11.
بلغ العمر الوسطي للسكان 25.9 عاماً. وكانت نسبة 36% من القاطنين تحت سن الثامنة عشر، وكانت نسبة 12.5% بين الثامنة عشر والرابعة والعشرين عاماً، ونسبة 27.5% كانت واقعةً في الفئة العمرية ما بين الخامسة والعشرين والرابعة والأربعين عاماً، ونسبة 17.4% كانت ما بين الخامسة والأربعين والرابعة والستين، ونسبة 6.6% كانت ضمن فئة الخامسة والستين عاماً فما فوق. وتوزع التركيب الجنسي للسكان بنسبة 51.4% ذكور و48.6% إناث.

## المناخ
يظهر الجدول التالي التغييرات المناخية على مدار السنة لشافتير:
| البيانات المناخية لـشافتير | البيانات المناخية لـشافتير | البيانات المناخية لـشافتير | البيانات المناخية لـشافتير | البيانات المناخية لـشافتير | البيانات المناخية لـشافتير | البيانات المناخية لـشافتير | البيانات المناخية لـشافتير | البيانات المناخية لـشافتير | البيانات المناخية لـشافتير | البيانات المناخية لـشافتير | البيانات المناخية لـشافتير | البيانات المناخية لـشافتير | البيانات المناخية لـشافتير |
| الشهر | يناير                      | فبراير                     | مارس                       | أبريل                      | مايو                       | يونيو                      | يوليو                      | أغسطس                      | سبتمبر                     | أكتوبر                     | نوفمبر                     | ديسمبر                     | المعدل السنوي              |
| --- | -------------------------- | -------------------------- | -------------------------- | -------------------------- | -------------------------- | -------------------------- | -------------------------- | -------------------------- | -------------------------- | -------------------------- | -------------------------- | -------------------------- | -------------------------- |
| الدرجة القصوى °ف (°م) | 81.0 (27.2)                | 86.0 (30.0)                | 93.0 (33.9)                | 101.0 (38.3)               | 109.0 (42.8)               | 113.0 (45.0)               | 115.0 (46.1)               | 113.0 (45.0)               | 111.0 (43.9)               | 105.0 (40.6)               | 92.0 (33.3)                | 81.0 (27.2)                | 115.0 (46.1)               |
| متوسط درجة الحرارة الكبرى °ف (°م) | 57.0 (13.9)                | 65.0 (18.3)                | 70.0 (21.1)                | 78.0 (25.6)                | 87.0 (30.6)                | 94.0 (34.4)                | 99.0 (37.2)                | 98.0 (36.7)                | 92.0 (33.3)                | 82.0 (27.8)                | 67.0 (19.4)                | 57.0 (13.9)                | 78.8 (26.0)                |
| متوسط درجة الحرارة الصغرى °ف (°م) | 37.0 (2.8)                 | 40.0 (4.4)                 | 43.0 (6.1)                 | 47.0 (8.3)                 | 53.0 (11.7)                | 59.0 (15.0)                | 63.0 (17.2)                | 62.0 (16.7)                | 58.0 (14.4)                | 49.0 (9.4)                 | 40.0 (4.4)                 | 34.0 (1.1)                 | 48.8 (9.3)                 |
| أدنى درجة حرارة °ف (°م) | 19.0 (−7.2)                | 22.0 (−5.6)                | 26.0 (−3.3)                | 31.0 (−0.6)                | 39.0 (3.9)                 | 43.0 (6.1)                 | 49.0 (9.4)                 | 46.0 (7.8)                 | 41.0 (5.0)                 | 29.0 (−1.7)                | 21.0 (−6.1)                | 14.0 (−10.0)               | 14.0 (−10.0)               |
| الهطول إنش (مم) | 1.34 (34)                  | 1.37 (35)                  | 1.60 (41)                  | 0.58 (15)                  | 0.24 (6.1)                 | 0.13 (3.3)                 | 0.01 (0.25)                | 0.03 (0.76)                | 0.18 (4.6)                 | 0.34 (8.6)                 | 0.64 (16)                  | 0.88 (22)                  | 7.34 (186.61)              |
| المصدر: The Weather Channel "Monthly Averages for Shafter, CA". The Weather Channel Interactive, Inc. 2011. مؤرشف من الأصل في 2023-03-14. اطلع عليه بتاريخ 2011-01-12. |                            |                            |                            |                            |                            |                            |                            |                            |                            |                            |                            |                            |                            |